# Distrito de Kisbér
El distrito de Kisbér (húngaro: Kisbéri járás) es un distrito húngaro perteneciente al condado de Komárom-Esztergom.
En 2013 tiene 20 221 habitantes. Su capital es Kisbér.

## Municipios
El distrito tiene una ciudad (en negrita) y 16 pueblos
(población a 1 de enero de 2013):
Ciudad
- Kisbér – la capital

Pueblos
- Aka
- Ácsteszér
- Ászár
- Bakonybánk
- Bakonysárkány
- Bakonyszombathely
- Bársonyos
- Császár
- Csatka
- Csép
- Ete
- Kerékteleki
- Réde
- Súr
- Tárkány
- Vérteskethely